# Ромашкин, Тимофей Терентьевич
Тимофе́й Тере́нтьевич Рома́шкин (15 апреля 1919 года, Марченки, Витебской губернии, РСФСР — 9 января 1954 года, Таллин, СССР) — бортмеханик Гражданского воздушного флота СССР, участник Советско-финской и Великой Отечественной войн. Герой Советского Союза (1954, посмертно).

## Биография
Родился 15 апреля 1919 года в деревне Марченки Витебской губернии (ныне Городокский район, Витебская область, Беларусь). По национальности — белорус. Окончил 7 классов средней школы, затем работал на кирпичном заводе. Некоторое время жил в Северодвинске.
В Рабоче-крестьянской Красной армии с 1938 года. Окончил Ульяновскую авиатехническую школу, после окончания учёбы стал техником самолёта, в 1940 году был уволен в запас, работал в гражданской авиации Ленинграда. Принимал участие в Советско-финской войне.
С началом Великой Отечественной войны призван в действующую армию. С июля 1941 года — бортмеханик 5-го отдельного авиационного полка гражданской авиации, совершил несколько боевых вылетов в небе Карелии и Финляндии. В ноябре 1943 года награждён медалью «За отвагу»: в приказе 5-му отдельному отдельному авиаполку ГВФ от 15 ноября 1943 года отмечено, что механик авиационного транспортного звена полка сержант Ромашкин обеспечил 625 боевых вылетов, из них 101 вылет ночью в глубокий тыл противника на бомбометание немецких объектов, без отказа материальной части.
После окончания войны вернулся в гражданскую авиацию, работал бортмехаником самолёта Ли-2 Эстонского авиапредприятия. В 1947 году вступил в КПСС.

Могила Ромашкина на военном кладбище в Таллине

Утром 8 января 1954 года Ли-2 с пятью пассажирами на борту выполнял рейс по маршруту Таллин — Минск — Ленинград. Самолёт набрал высоту и лёг на заданный курс. В момент раздачи пассажирам журналов и газет на экипаж с целью угона самолёта напали вооружённые мужчина в форме ВВС без погон и женщина. Угрожая оружием, они попытались связать членов экипажа, но Ромашкин бросился на женщину, после чего мужчина открыл по нему огонь из двух пистолетов.
В бортмеханика попали четыре пули. Члены экипажа (командир корабля И. Гаранин, А. Калиничев и В. Гладкий) скрутили злоумышленников, истекающему кровью Ромашкину была оказана первая медицинская помощь.
Самолёт вернулся в Таллин, Ромашкин был доставлен в больницу, где, несмотря на усилия врачей, вскоре скончался.
Указом Президиума Верховного Совета СССР от 9 марта 1954 года за мужество и самоотверженность, проявленные при задержании бандитов, Ромашкину было посмертно присвоено звание Героя Советского Союза. Остальные члены экипажа были награждены орденами Красной Звезды.
Тимофей Ромашкин похоронен на Военном кладбище в Таллине.

## Награды
- Герой Советского Союза (указ Президиума Верховного Совета СССР от 9 марта 1954 года, орден Ленина и медаль «Золотая Звезда»; посмертно)[1];
- орден «Знак Почёта»[1];
- медали СССР, в том числе:
  - медаль «За отвагу» (15 ноября 1943 года)[2][5];
  - медаль «За оборону Советского Заполярья»[5];
  - медаль «За победу над Германией в Великой Отечественной войне 1941—1945 гг.» (9 мая 1945 года)[5].

## Память
В 1965 году в Минске, в сквере рядом со зданием аэропорта Минск-1, был установлен памятник Ромашкину. Скульптор — Григорий Николаевич Постников, архитектор — Георгий Владимирович Заборский. Памятники Ромашкину также установлены в местечке Вяна-Йыесуу в Эстонии и деревне Марченки.
Имя Ромашкина носят улицы в минском микрорайоне Сокол и Харькове (на этой улице расположен международный аэропорт «Харьков»).
12 июля 2022 года члены эстонской партии EKRE с ведома волостной управы снесли памятный камень Тимофею Ромашкину в деревне Вяэна-Йыэсуу, установленный в советское время недалеко от пионерского лагеря по случаю присвоения последнему звания имени Т. Ромашкина.